# 思南县
思南县是中华人民共和国贵州省铜仁市下属的一个县，位于贵州东北部，乌江斜贯，武陵山腹地，梵净山西侧。
隋为务川县地，明置安化县，为思南府治，1913年改设思南县。

## 行政区划

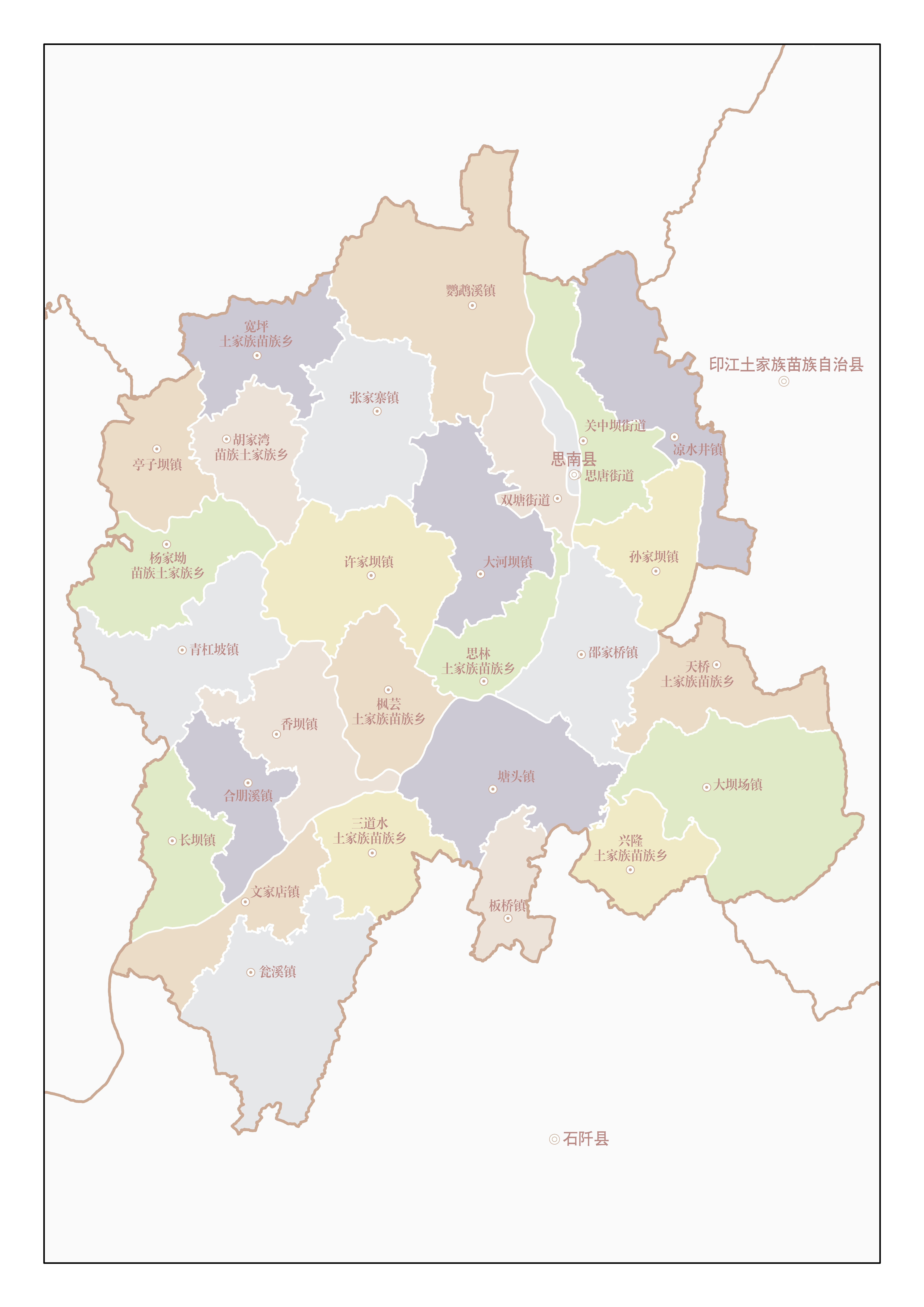
思南县行政区划图

思南县下辖3个街道办事处、17个镇、8个民族乡：
思唐街道、关中坝街道、双塘街道、塘头镇、许家坝镇、大坝场镇、文家店镇、鹦鹉溪镇、合朋溪镇、张家寨镇、孙家坝镇、青杠坡镇、瓮溪镇、凉水井镇、邵家桥镇、长坝镇、板桥镇、大河坝镇、香坝镇、亭子坝镇、思林土家族苗族乡、胡家湾苗族土家族乡、宽坪土家族苗族乡、枫芸土家族苗族乡、三道水土家族苗族乡、天桥土家族苗族乡、兴隆土家族苗族乡和杨家坳苗族土家族乡。